# بي & أو (شركة)

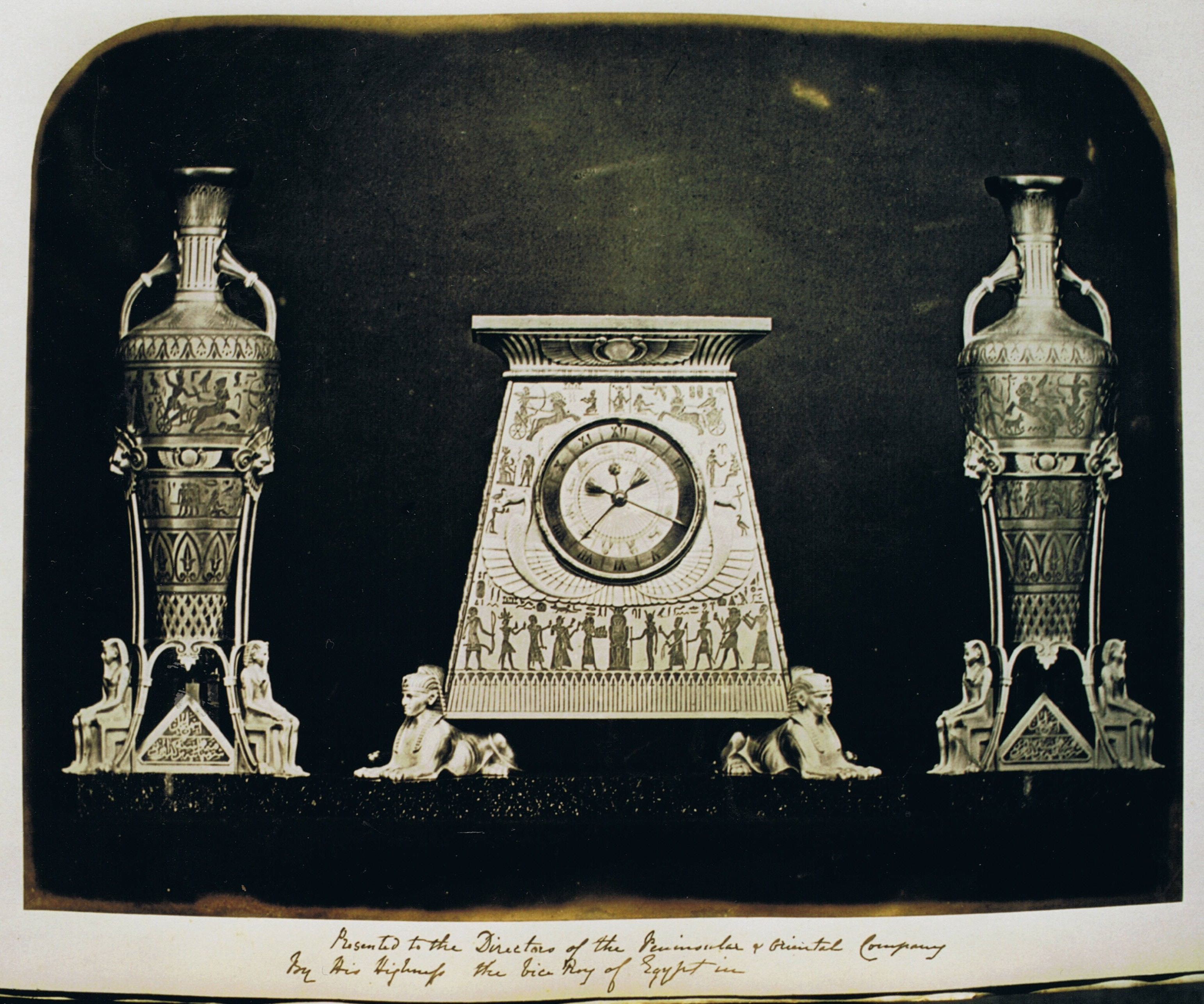
_{الكنز المقدم إلى مديري P & O من نائب الملك في مصر ، 1860/70}

 كانت بي & أو (المعروفة سابقًا باسم شركة شبه الجزيرة والشرقية للملاحة البخارية ) شركة شحن ولوجستية بريطانية يرجع تاريخها إلى أوائل القرن التاسع عشر. كانت شركة عامة ، وقد بيعت إلى موانئ دبي العالمية في مارس 2006 مقابل 3.9 مليار جنيه إسترليني. تدير موانئ دبي العالمية حالياً ثلاث شركات تحمل علامة بي & أو، بي & أو ، بي فيري & أو البحرية وبي & أو للتراث. انطلقت بي & أو من بي & أو في عام 2000 ، وهي الآن مملوكة وتديرها كارنيفال كوربرايشن . تم شراء شركة الشحن السابقة، بي & أو بيدلويدز، وهي الآن جزء من خط ميرسك .   

## عمليات
تدير شركة بي & أو (المعروفة أيضًا باسم موانئ دبي العالمية) اثنين من المنافذ في المملكة المتحدة :
- ميناء الحاويات في الطرف الشمالي من ساوثامبتون
- ميناء الحاويات في نهر التايمز، في إسيكس .

تدير بي & أو العبارات التالية:
- بي & أو فيري
- بي & أو بورتسموث
- بي & أو البحر الأيرلندي
- خط بي & أو ستينا

## روابط خارجية
- P&O Heritage Collection الموقع الرسمي
- موانئ دبي العالمية الموقع الرسمي
- كلايدسايد بنيت السفن P & O
- History of P & O على موقع واي باك مشين (نسخة محفوظة 16 June 2005)
- مقال صحفي السفر حول P&O Cruises
- Documents and clippings about P& O
- تذكرة عقد الركاب من الدرجة الثالثة / التوجيه P. & O. Line SS Commonwealth بتاريخ 18 أغسطس 1921 أرشيفات GG